# Hosenfeld
Hosenfeld är en kommun och ort i Landkreis Fulda i Regierungsbezirk Kassel i förbundslandet Hessen i Tyskland. 
De tidigare kommunerna Blankenau, Brandlos, Hainzell, Jossa, Pfaffenrod, Poppenrod och Schletzenhausen uppgick i Hosenfeld 31 december 1971.